# Julius Langbehn
August Julius Langbehn (født 26. marts 1851 i Haderslev, død 30. april 1907 i Rosenheim) var en tysk kulturkritiker og filosof. Nationalistiske og antisemitiske grupper fandt stærk inspiration i hans bog;Rembrandt som opdrager

## Rembrandt som opdrager
I 1890 udkom Langbehns hovedværk. Det udkom anonymt underskrevet "Von einem Deutschen/Af en tysker". Dette gav udgivelsen en mytisk og profetisk status, som gjorde det til en samtidig salgssucces. 
Langbehns universelle kulturpessimisme omfatter en kritik af rationalitet, videnskabelighed, materialisme, liberalisme, kosmopolitisme, som alt sammen bedømmes dekadence, alt sammen en konsekvens af urbanisering. Som alternativ opstiller Langbehn en romantisk anti-modernisme baseret på ånd i stedet for materie. Rembrandt bliver brugt som symbol på dette. 
Anti-urbaniseringens konsekvens må nødvendigvis føre frem til nationalisme. Og for Langbehn (også i en kort periode) anti-semitisme.
Hvilket vil sige at bogens "anden-udgave" havde racistisk indhold.

## Eftervirkning
Imidlertid indså Langbehn konsekvenserne af denne racisme, og opgav den ved at konvertere til katolicismen.
Den sidste del af sit liv, fungerede han som omvandrene digter, og udgav digtsamlingen 40 Lieder.

## Forfatterskab
- Flügelgestalten der ältesten griechischen Kunst, 1881
- Rembrandt als Erzieher, 1890
- 40 Lieder von einem Deutschen, 1891 (Sammlung von Gedichten)
- Der Rembrandtdeutsche von einem Wahrheitsfreund, 1892

### Andre udgivelser
Følgene værker, er udgivet i Langbehns navn. Der er dog en del tvivl om hvorvidt det er ham, eller Benedikt Momme Nissen(en nær ven), som har skrevet dem.
- Dürer als Führer („Vom Rembrandtdeutschen und seinem Gehilfen“ [=Benedikt Momme Nissen]), 1928
- Der Geist des Ganzen, hrsg. v. Benedikt Momme Nissen, 1930
- Briefe an Bischof Keppler, hrsg. v. Benedikt Momme Nissen, 1937